# Campylaspis grossui
Campylaspis grossui is een zeekommasoort uit de familie van de Nannastacidae. De wetenschappelijke naam van de soort is voor het eerst geldig gepubliceerd in 2006 door Petrescu.